# Емлин, Эдуард Фёдорович
Эдуард Фёдорович Емлин (4 февраля 1940 — 26 июля 2021) — советский и российский учёный и педагог в области геологии, доктор геолого-минералогических наук (1989), профессор (1991). Заслуженный работник высшей школы Российской Федерации (2001).

## Биография
Родился 4 февраля 1940 года в городе Свердловске.
С 1958 по 1963 годы обучался в Уральском государственном горном университете, по окончании которого с отличием получил специализацию «горный инженер-геолог». С 1963 года начал работать геологом в Лобвинской геологосъёмочной партии Краснодарского края. С 1963 по 1965 годы проходил военную службу в рядах Советской армии.
С 1965 года начал свою педагогическую деятельность в Уральском государственном горном университете: с 1965 по 1991 годы — аспирант, младший научный сотрудник, ассистент, доцента и профессор. С 1974 по 1979 годы по обмену опытом находился в Алжире, занимался преподавательской деятельностью в Алжирском национальном институте нефти, химии и газа. С 1991 по 2001 годы был заведующим кафедрой минералогии, петрографии и геохимии Уральского государственного горного университета, одновременно с 1995 года — профессор кафедры экологии Уральского государственного университета, читает курс лекций по теме: «Геотехносфера Урала» и «Основы геологии».
В 1970 году Емлин защитил диссертацию на соискание учёной степени кандидат геолого-минералогических наук, в 1989 году защитил диссертацию на соискание учёной степени доктор геолого-минералогических наук по теме: «Физика полупроводников и диэлектриков». В 1991 году Емлину было присвоено учёное звание профессора.
В 1988 году «за открытие и экспозицию Исетского месторождения аметистов» и в 1990 году «за проект и экспозицию Историко-ландшафтного парка „Истоки Исети“» Емлин был дважды удостоен Серебряной медали ВДНХ.
Основные научные исследования Емлина были связаны с вопросами геотехногенных систем и процессов, филогения и онтогения минералов кремнезема и геотехносферы. Емлин был автором более ста пятидесяти научных трудов и трёх монографий, им было подготовлено более шести кандидатов наук. Почётный член Общества геммологов России, член Уральской геммологической ассоциации, Совета Всероссийского минералогического общества, Экспертного совета при Российского комитета драгоценных металлов и Экспертного совета при Уральском отделении Всероссийского экологического фонда.
14 января 2001 года Указом Президента Российской Федерации «За заслуги в научной работе, значительный вклад в дело подготовки высококвалифицированных специалистов» Емлин был удостоен почётного звания Заслуженный работник высшей школы Российской Федерации.
Скончался 26 июля 2021 года. Похоронен на Широкореченском кладбище Екатеринбурга.

## Основные труды
- Емлин Эдуард Фёдорович Жильный кварц Урала в науке и технике. — Екатеринбург, 1988.
- Емлин Эдуард Фёдорович Техногенез колчеданных месторождений Урала. — Свердловск, 1990.
- Емлин Эдуард Фёдорович Urals Belts of Precious Stones // Wordl of Stones. — № 10. — 1996. — С. 8-22.
- Емлин Эдуард Фёдорович Кадмий в геотехносфере Урала. — Екатеринбург, 1997.
- Емлин Эдуард Фёдорович Самоцветная полоса Урала. — Екатеринбург, 2002.
- Емлин Эдуард Фёдорович Прикладная геохимия: миграция цинка и кадмия в геотехногенных системах сульфурофильного ряда : учеб. пособие. — Екатеринбург, 2005.
- Емлин Эдуард Фёдорович От городища до города : Очерк уральской урбанизации // Экология города. — Екатеринбург, 2006. — С. 4-52.
- Емлин Эдуард Фёдорович Общая геохимия. — Екатеринбург, 2007.
- Емлин Эдуард Фёдорович Очерки истории кафедры минералогии Уральского горного института. — Екатеринбург, 2008.

## Награды
- Две Серебряные медали ВДНХ (1988, 1990[3])

### Звания
- Заслуженный работник высшей школы Российской Федерации (2002[5])
- Почётный работник высшего профессионального образования Российской Федерации (1997)

### Премии
- Премия Президента Российской Федерации в области образования (1997[6])
- Премия имени О. Е. Клера (2007[2])